# Bodião-fantasma
O bodião-fantasma (Clepticus brasiliensis), também conhecido como peixe-fantasma, ou bodião-crioulo-brasileiro, é uma espécie de bodião da família Labridae do gênero Clepticus.

## Biologia
Sua biologia não é muito conhecida, vivem nadando em pequenos cardumes ou solitários em meia-água, podendo atingir 23.3 cm.

## Habitat
Vivem em meia-água em recifes costeiros e costões rochosos em uma profundidade entre 5 - 25 m.Os jovens podem ser encontrados entre algas do gênero caulerpa.

## Distribuição
É uma espécie endêmica do Brasil, podendo ser encontrado no Recife Manuel Luís e no norte do estado de São Paulo em Ilhabela. Há registros em São Pedro e São Paulo.